# Пирс, Мэри Вивьен
Мэри Вивьен Пирс (англ. Mary Vivian Pearce; род. 9 ноября 1947 года) — американская актриса. Известна во многом благодаря участию в фильмах Джона Уотерса, друга с детства. Она, так же как и актриса Минк Стоул, появилась во всех фильмах Уотерса, вышедших на сегодняшний день.
Имя по документам - Мэри Вивьен, но все звали её Бонни (Bonnie).
Окончила Гаучер-колледж  (Goucher College) в городе Таусон по специальности «литературное творчество» (creative writing).
В 18-летнем возрасте вышла замуж за жокея из Саратоги. Через 3 месяца бросила его ради съёмок в кино.
По информации на 2013 год живёт в Балтиморе, Мэриленд, с сестрой и её мужем. 
Какое-то время (2007, 2011, 2016) жила в Гранаде, Никарагуа, преподавала английский язык.

## Фильмография
| Год  |     | Русское название               | Оригинальное название         | Роль               |
| ---- | --- | ------------------------------ | ----------------------------- | ------------------ |
| 1964 | кор | Ведьма в чёрной кожаной куртке | Hag in a Black Leather Jacket | танцовщица         |
| 1966 | кор | Римские свечи                  | Roman Candles                 |                    |
| 1968 | кор | Съешь свой макияж              | Eat Your Makeup               | похищенная модель  |
| 1969 | ф   | Отстойный мир                  | Mondo Trasho                  | Золушка            |
| 1970 | кор | История Дайаны Линклеттер      | The Diane Linkletter Story    | Лоис Линклеттер    |
| 1970 | ф   | Множественные маньяки          | Multiple Maniacs              | Бонни              |
| 1972 | ф   | Розовые фламинго               | Pink Flamingos                | Коттон             |
| 1974 | ф   | Женские проблемы               | Female Trouble                | Донна Дэшер        |
| 1977 | ф   | Жизнь в отчаянии               | Desperate Living              | Принцесса Ку-Ку    |
| 1981 | ф   | Полиэстер                      | Polyester                     | Монахиня           |
| 1988 | ф   | Лак для волос                  | Hairspray                     | одна из мамочек    |
| 1990 | ф   | Плакса                         | Cry-Baby                      | женщина на пикнике |
| 1994 | ф   | Мамочка-маньячка-убийца        | Serial Mom                    | покупатель         |
| 1998 | ф   | Фотограф                       | Pecker                        | протестующая       |
| 1998 | док | Божественный мусор             | Divine Trash                  | камео              |
| 2000 | ф   | Безумный Сесил Б.              | Cecil B. DeMented             |                    |
| 2004 | ф   | Грязный стыд                   | A Dirty Shame                 | горожанка          |
| 2013 | док | Я — Дивайн                     | I Am Divine                   | камео              |
| 2017 | кор | Белка                          | Squirrel                      | Миссис Мюллер      |